# Виновный свидетель
«Виновный свидетель» (англ. Guilty Bystander) — фильм нуар режиссёра Джозефа Лернера, который вышел на экраны в 1950 году.
Фильм рассказывает о спивающемся бывшем детективе Максе Сёрздее (Закари Скотт), который по просьбе бывшей жены (Фэй Эмерсон) разыскивает своего похищенного малолетнего сына, выходя на преступную сеть контрабандистов драгоценностей, которых, как в итоге выясняется, задумала обокрасть его старая знакомая.
По запутанности сюжета критики сравнивали эту картину с фильмами нуар по романам Рэймонда Чандлера «Большой сон» (1946) и «Это убийство, моя милочка» (1944), также отметив умелую передачу создателями фильма атмосферы дешёвого криминального мира и отличную актёрскую игру.
Это последний фильм в карьере Мэри Боланд и Дж. Эдварда Бромберга.

## Сюжет
Бывший детектив полиции Нью-Йорка Макс Сёрздэй (Закари Скотт) два года назад был вынужден уволиться со службы после того, как газеты написали о том, как он в пьяном состоянии застрелил подозреваемого. Макс стал пить ещё больше, и вскоре по этой причине распался его брак с Джорджией (Фэй Эмерсон). В конце концов Макс устроился детективом в дешёвую припортовую гостиницу, которая принадлежит его знакомой, пожилой и неопрятной Смитти (Мэри Боланд) со связями в криминальном мире. Однажды вечером Джорджия приезжает в гостиницу, где будит мертвецки пьяного Макса, сообщая ему, что пропал их малолетний сын Джефф. Она говорит, что вчера её брат Фред Мейс, который живёт у неё уже около года, отправился куда-то по поручению их соседа доктора Элдера (Джед Проути), на которого он иногда работает. Фред взял Джеффа с собой, и с тех их никто не видел. На вопрос Макса, почему она не обратилась в полицию, Джорджия отвечает, что доктор Элдер пугающе предупредил её, что лучше этого не делать, при этом не сказав, куда он послал Фреда. В течение часа Макс приводит себя в порядок, после чего выясняет у Смитти, что доктор Элдер известен как тёмный делец из Пенсильвании. Макс приходит к доктору Элдеру, который встречает его с оружием в руках, полагая, что его прислал мистер Варкас. Видя, что Макс страдает от тяжёлого похмелья и без оружия, Элдер заключает, что его прислал не Варкас. Макс замечает у доктора на столе листок бумаги, на котором помечена встреча с неким Сент-Полом в ближайшее время. Не объяснив, куда он послал Фреда, Элдер даёт Максу выпить виски, и после нескольких рюмок бывший детектив теряет сознание. Макс приходит в себя в камере полицейского участка, где ему сообщают, что подобрали его на улице четырнадцать часов назад. Глава отдела убийств и его старый друг капитан Тонетти (Сэм Левин) сообщает Максу, что Элдеру с близкого расстояния выстрелили из ружья в лицо, и Макс задержан по подозрению в этом убийстве. Прибывшая вскоре Джорджия обеспечивает бывшему мужу алиби. Хотя Тонетти понимает, что алиби ложное, однако отпускает Макса, понимая, что у него выше мотивация и соответственно больше шансов найти сына, чем у полиции. Макс выясняет у Смитти, что Отто Варкас (Дж. Эдвард Бромберг), которого так опасался Элдер, является главарём крупной банды контрабандистов драгоценностями, владеющим торговыми складами в Бруклине.
На складе Макс пытается добиться от Варкаса, где найти Фреда и Джеффа, обещая взамен не сообщать в полицию о том, что Элдер был членом его банды. В ответ Варкас даёт Максу наводку на наемного убийцу по имени Ститч Оливейра (Эллиотт Салливан), который только что прибыл в Нью-Йорк из Бостона, предлагая Максу 1000 долларов за поимку Оливейры. Варкас заявляет, что Сент-Пол очень опасен, и если Макс найдёт Оливейру, то доберётся и до Сент-Пола. В приёмной Варкаса Макс знакомится с Энджел (Кэй Медфорд), знакомой Варкаса, которая назначает детективу встречу вечером в одном из баров. Макс приезжает к Джорджии, которая рассказывает ему, что видела Энджел у Элдера, а также, что Фред брал у Элдера в долг деньги, которые тратил на какую-то девушку. Затем Макс заходит в офис Элдера, где находит спрятанный в пепельнице мешочек с бриллиантом. В баре Макс встречается с Энджел, которая заявляет, что она не девушка Варкаса, а его деловой партнёр. Увидев у Макса бриллиант, она говорит, что он является частью контрабандной партии драгоценностей, которые Фред должен был доставить Элдеру, но скрылся с ними. По её словам, сейчас Фред находится в надёжном месте, но Джеффа при нём нет. Когда Фред отказался сказать ей, где находятся драгоценности, Энджел решила сдать его Варкасу, договорившись разделить с ним пополам прибыль от продажи драгоценностей. Утверждая, что Варкас убьёт их обоих, Макс убеждает Энджел отвести его к Фреду, которого, как выясняется, она прячет на своей квартире в двух кварталах от бара. Когда они заходят в её дом и поднимаются по лестнице, двое преследовавших их бандитов Варкаса стреляют в Макса, раня его в руку, Энджел убегает, а Фреда похищают. Добравшись до квартиры Джорджии, Макс говорит, что только что был в двух шагах от Фреда. Пока Джорджия перевязывает Максу рану, он снова начинает пить. По словам Макса, Фреда ранили и похитили бандиты Варкаса. Затем Макс звонит Смитти с просьбой достать ему оружие, после чего направляется на склад Варкаса, где обнаруживает, что Варкас убит, а его люди разбежались. На полу Макс находит пачку сигарет редкой марки, которую он покупал у Смитти в гостинице.
Подозревая, что Фреда могли переправить в гостиницу Смитти, сильно пьяный Макс возвращается в гостиницу и обходит все комнаты в поисках Фреда. Зайдя затем к Смитти, Макс постепенно начинает понимать, что она была единственной, кого он уведомил о своей поездке к Варкасу, и кто мог указать киллеру, где убрать Варкаса. Кроме того, на теле Варкаса остался след от удара тростью, аналогичной той, которой пользуется Смитти. После этого Макс догадывается, что Смитти и есть Сент-Пол, которого так боялись как Элдер, так и Варкас. Она рассказывает, что действительно планировала похищение драгоценностей, а когда Фред исчез, направляла Макса, чтобы он нашёл Фреда и привёл её к драгоценностям. Она считала, что денег от продажи драгоценностей ей хватит на богатую жизнь до конца своих дней. Макс заставляет Смитти показать, где находится Фред. Как выясняется, он в тяжёлом состоянии лежит в соседней комнате, однако Максу удаётся выяснить у него адрес пансиона, где содержится Джефф. Смитти пытается уговорить Макса работать вместе с ним, однако тот отказывается и вызывает полицию. Некоторое время спустя счастливые Макс и Джорджия забирают Джеффа из пансиона.

## В ролях
- Закари Скотт — Макс Сёрздэй
- Фэй Эмерсон — Джорджия
- Мэри Боланд — Смитти
- Сэм Левин — капитан Тонетти
- Дж. Эдвард Бромберг — Варкас
- Кэй Медфорд — Энджел
- Джед Прути — доктор Элдер
- Гарри Ландерс — Берт
- Деннис Патрик — Фред Мейс

## Создатели фильма и исполнители главных ролей
Режиссёр и продюсер Джозеф Лернер за свою кинокарьеру, охватившую период c 1949 по 1957 год, поставил шесть художественных фильмов, наиболее значимыми среди которых стали фильмы нуар «Агент казначейства» (1949) и «Виновный свидетель» (1950), а также спортивная комедия «Мистер Вселенная» (1951).
Закари Скотт известен прежде всего по ролям в многочисленных фильмах нуар, среди них «Маска Димитриоса» (1944), «Милдред Пирс» (1945), «Сигнал об опасности» (1945), «Безжалостный» (1948), «Путь фламинго» (1949) и «Рождённая быть плохой» (1950).
Фэй Эмерсон сыграла свои самые заметные роли в фильмах нуар «Леди-гангстер» (1942), «Маска Димитриоса» (1944), «Сигнал об опасности» (1945), «Никто не вечен» (1946), а также в военной драме «Отель Берлин» (1944) и мелодраме «Сама мысль о тебе» (1944). Это был четвёртый и последний совместный фильм Скотта и Эмерсон и фактически её последняя роль в кино. В 1950-е годы Эмерсон сделала успешную карьеру на телевидении в качестве ведущей нескольких телешоу, среди них «Чудесный город Фэй Эмерсон» (1951-52, 42 эпизода). Последний раз она появилась на телеэкране в 1961 году.

## История создания фильма
Как указывает историк кино Брюс Эдер, «фильм основан на одноимённой книге 1949 года Уэйда Миллера (псевдоним двух авторов — Билла Миллера и Роберта Уэйда), в котором они представляют своего персонажа, бывшего полицейского детектива Макса Сёрздэя, который в качестве частного детектива впоследствии появился ещё в пяти романах».
Артур Лайонс отмечает, что этот фильм стал «самым известным нуаром кинокомпании Film Classics, которая вскоре после его выпуска прекратила своё существование» .

## Общая оценка фильма

### Оценка фильм критикой
После выхода фильма на экраны кинокритик Босли Краузер дал ему в «Нью-Йорк Таймс» достаточно высокую оценку, написав, что «по сравнению с потоком голливудских мелодрам этот сделанный в Нью-Йорке маленький фильм смотрится как достаточно приличная работа», которую отличает «странно тревожный медленный ритм и много грязной атмосферы». Критик указывает, что он уверенно передаёт «ту медленную, знойную и потную жестокость, которая является нормой для такого типа фильмов». При этом «операторская работа формирует тяжёлое настроение», а «экшн местами хорош, в частности, погоня в метро». Краузер резюмирует своё мнение словами: «Мы не хотим сказать, что фильм представляет собой что-то особенное, однако для желающих посмотреть недорогую мелодраму, этот фильм предложит несколько сильных моментов».
Современный историк кино Боб Порфирио полагает, что фильм немного «подпорчен бюджетными ограничениями, что приводит к чрезмерной опоре на словесные рассуждения, которые ещё более осложняют понимание крайне запутанного сюжета, а также на большой объём неинтересных съёмок, несмотря на использование натуры в Нью-Йорке». Однако сильная сторона картины заключена в том, что «благодаря натурным съёмкам фильму удаётся показать мир, населённый неудачниками». Спенсер Селби назвал картину «низкопробным детективным триллером», который «пронизан впечатляющими картинами жизни городского дна» , а, по мнению Дениса Шварца, «этот низкобюджетный фильм отягощён слабым сюжетом и плохо снят». Он «рассказывает о разного рода лузерах — пьяницах, ипохондриках, контрабандистах и обманщиках», однако «в самой истории практически не за что ухватиться». С другой стороны, Брюс Эдер оценил картину как «странным образом захватывающий, очень атмосферический фильм нуар». Хотя картина и «не полностью удовлетворила» критика, тем не менее, его впечатлили «необычный актёрский состав и странная, запутанная история, которая в значительной своей части показана сквозь похмельный туман главного персонажа». Кроме того, фильм предлагает «великолепное использование натуры Нью-Йорка как в визуальном, так и в драматическом плане, включая сцену в туннеле метро».

### Оценка работы творческой группы
История, рассказанная в фильме, по мнению Краузера, «средняя, что для фильма такого типа означает, что она очевидна, надуманна и поверхностна, что неизбежно делает её ещё и скучной». Речь в ней идёт об «отчаянном поиске похищенного ребёнка его отцом, пьяницей и бывшим копом», который «по ходу расследования выходит на нескольких неприятных контрабандистов драгоценностей, владелицу портовой гостиницы, преступного доктора и неопределённое число головорезов. Короче говоря, ни история, ни её персонажи не относятся ни к числу возвышенных, ни к числу способных чему-либо научить».
Эдер обращает внимание на операторскую работу, которая «даже при дневных съёмках жёсткая и тёмная, отражая взгляд на происходящее паникующего опустившегося алкоголика». При этом «многие уличные съёмки смотрятся как кинохроника, создавая поразительное правдоподобие, а насилие всегда подаётся в необычных ракурсах, не позволяя нам узнать больше, чем способен воспринять Сёрздэй в том состоянии, в котором он находится в каждый конкретный момент».

### Оценка актёрской игры
Краузер в своей рецензии высоко оценил «грамотную актёрскую игру Закари Скотта, Фэй Эмерсон, Мэри Боланд, Дж. Эдварда Бромберга, Кэй Медфорд и Сэма Левина». По его мнению, «Скотт играет мучающегося преследователя с неподдельной энергией, Эмерсон очень мила в роли его испуганной порядочной бывшей жены, Боланд, которая известна как комедийная актриса, колоритно играет неряшливую старую каргу, а Медфорд правильно создаёт образ ломающейся и дрянной проститутки».
Порфирио описывает Макса в исполнении Скотта как «опустившегося ниже уровня частного детектива и алкоголика, который вынужден действовать, но постоянно возвращается к бутылке». Киновед также выделил игру Бромберга, который в роли Варкаса создаёт психически нездоровый образ «ипохондрика с приспущенными веками». И, наконец, «Мэри Боланд, которая стала толстой и вульгарной, привносит трогательность и грусть в своё изображение главной злодейки, которая обманула контрабандистов, чтобы провести собственную старость в комфорте». По мнению Шварца, «главным достоянием фильма является игра Скотта в роли мучимого жаждой пьяницы». При этом критик считает, что хотя актёр и «играет на пределе возможностей», тем не менее, ему не удаётся «даже приблизиться к спасению этой неинтересной нуаровой мелодрамы от её посредственности».
Эдер заключил, что «Скотт идеален в роли пьющего, мучающегося Макса, предлагая игру на несколько уровней глубже, чем его игра в „Пути фламинго“ годом ранее — он не только выглядит полностью опустившимся, но кажется, действительно готов изнутри разорвать себя на части». Кроме того, критик отмечает обычно гламурную Эмерсон, которая «упростила свой облик, абсолютно убедительно сыграв роль достаточно привлекательной домохозяйки и матери-одиночки», Бромберга, который «в своей последней роли выдаёт запоминающуюся и убедительную игру в роли злобного гангстера с больным сердцем», а также Левина, который «оказывается на своём месте в роли капитана Тонетти». Борланд же, по мнению Эдера, «переигрывает в роли владелицы гостиницы, которая стоит намного ближе к преступному плану, чем думает Сёрздэй». Эдер также обращает внимание на то, что «среди исполнителей ролей второго плана несколько лиц станут более известными в течение последующих 10-15 лет, среди них Кэй Медфорд в роли женщины лёгкого поведения и больших амбиций, и Гарри Ландерс в роли одного из громил». Кини также обратил внимание на Кэй Медфорд в роли девушки лёгкого поведения, Бромберга в роли гангстера-ипохондрика и Сэма Левина в роли бывшего босса Скотта в управлении полиции. Вместе с тем, по мнению критика, «ветеран нуара Скотт разочаровывает в роли опустившегося бывшего копа, а Боланд, которая была известна по комедийным ролям в 1930-е годы, неудачно взята на роль лихой начальницы Скотта».